# 화학적 산소 요구량
화학적 산소 요구량(化學的酸素要求量)은 물의 오염 정도를 나타내는 기준으로 약칭은 COD(Chemical Oxygen Demand)이다. 유기물 등의 오염물질을 산화제로 산화할 때 필요한 산소량으로 ppm으로 표시한다. 이 숫자가 클수록 물의 오염이 심하다.

## 같이 보기
- 생화학적 산소 요구량